# Римская вилла
Римская вилла (итал. Villa romana) — загородный дом в Италии, начиная с позднего республиканского периода.
Согласно древнеримскому писателю Плинию Старшему, существовали два типа вилл: городская вилла — загородная резиденция, в которую можно легко добраться из Рима (или из другого города) на отдых на ночь или две, а также деревенская вилла (Villa rustica) — резиденция с фермерскими функциями и работниками (слугами или рабами).

## История

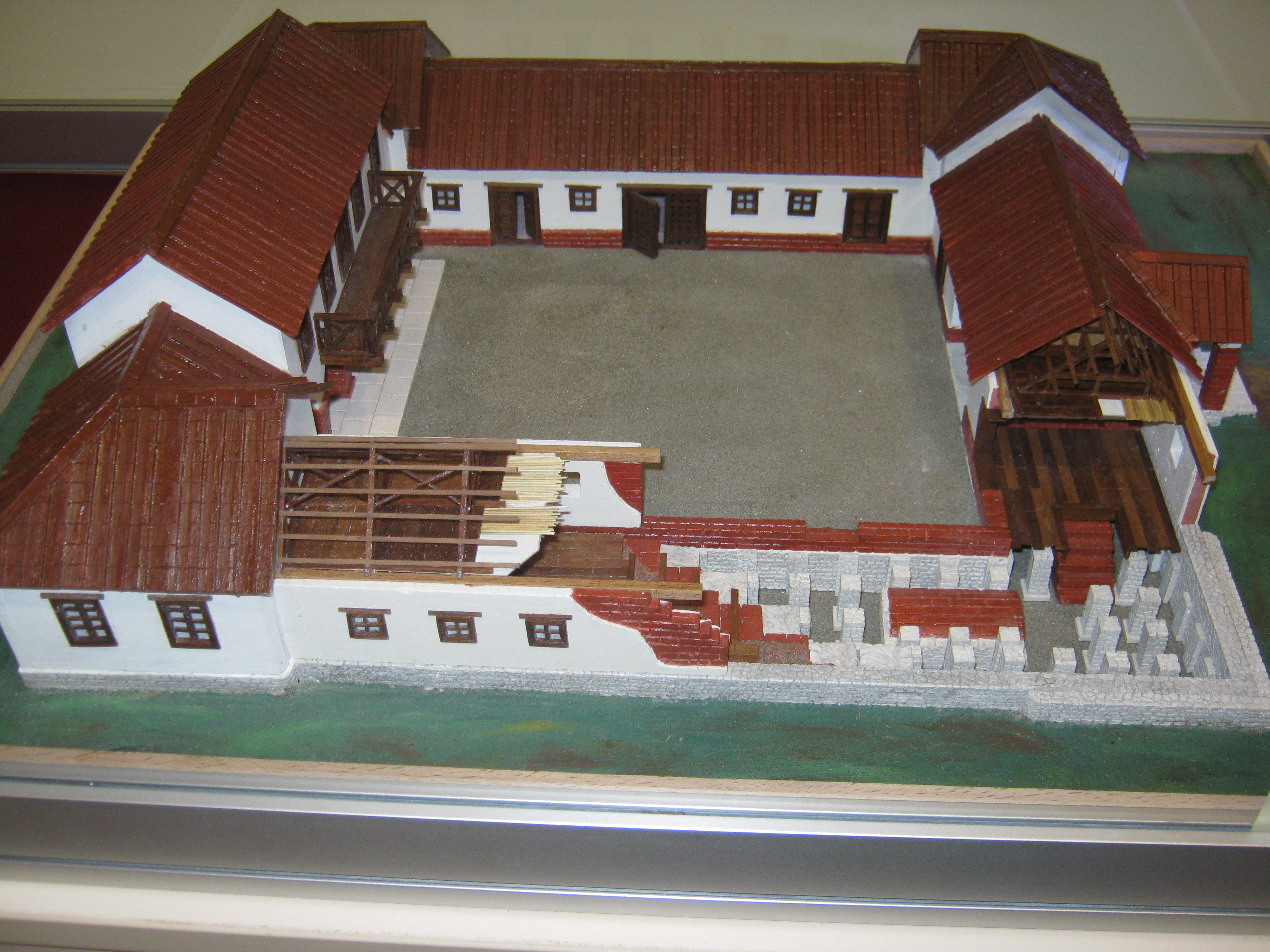
Модель римской виллы Rustica

В Римской империи было много разновидностей загородных домов, которые являлись виллами, независимо от их размеров и убранства. Любой загородный дом с некоторыми декоративными элементами в римском стиле может быть назван современными учеными «римской виллой». Безусловно, некоторые из загородных домов, принадлежащих знати, были богато украшены мозаичными полами и расписаны фресками, в них находились статуи античных и мифологических героев. В некоторых случаях вилла могла означать просто сельскохозяйственное владение.
Богатые римляне иногда владели несколькими виллами. В частности, у Плиния Младшего, племянника Плиния Старшего, было три или четыре загородных дома, из которых расположенный вблизи Laurentium был самым известным. Вилла считалась показателем престижа и благополучия самых богатых римлян, местом для выстраивания личных отношений. Со временем загородные виллы расширялись, постепенно становясь похожими на городские резиденции. Они были оборудованы всеми удобствами и нередко были крупнее городского дома; часто были окружены ухоженными парками и садами. В некоторых имелись библиотеки и читальные залы, бани и открытые бассейны, тренажерные залы. Некоторые виллы даже имели центральное отопление под полом, известное как гипокауст. При раскопках на территории бывших римских вилл были найдены известные древнегреческие и древнеримские произведения искусства, среди них: Аполлон Бельведерский, Отдыхающий Сатир, Афина Веллетри, Антиной Браски.
Одна из самых величественных римских вилл, которые ещё можно посетить в настоящее время, — Вилла Адриана в Тиволи.
Загородные дома по типу римских вилл были и в других странах Европы: Вилла Армира — в Болгарии, Вилла Бигнор и Вилла Литтлкоут — в Англии, Вилла Зейтун — на Мальте, Ла Олмеда — в Испании.

Схематические примеры вилл
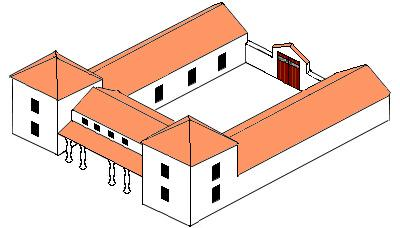
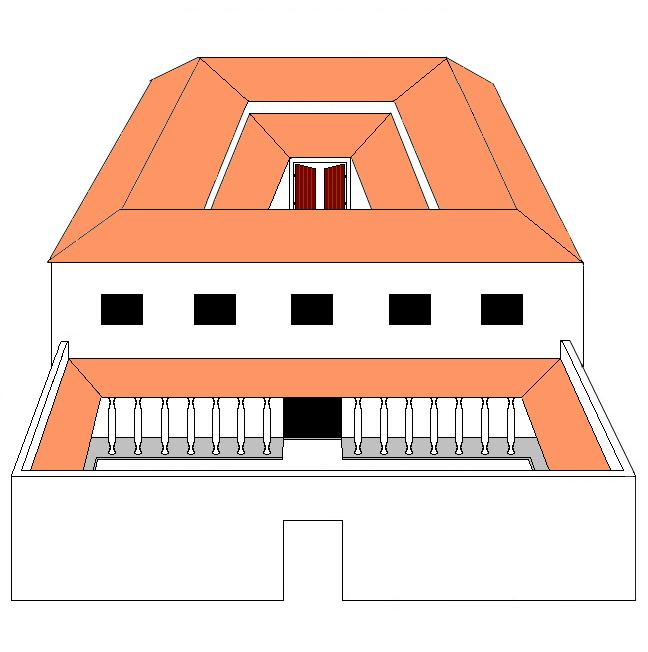
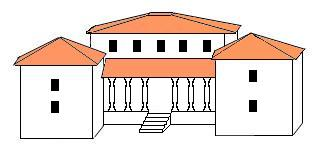